# 어글리 트루스
《어글리 트루스》(영어: The Ugly Truth)는 미국에서 제작된 로버트 루케틱 감독의 2009년 로맨틱 코미디 영화이다. 캐서린 하이글, 제라드 버틀러 등이 출연하였고, 톰 로젠버그 등이 제작에 참여하였다.
이 영화는 2009년 7월 24일 컬럼비아 픽처스에 의해 북아메리카에 개봉되었다. 평은 엇갈렸으나 흥행에는 성공하였다.

## 줄거리
진정한 사랑을 꿈꾸는 애비는 낮은 시청률 때문에 폐지 위기에 놓인 새크라멘토 지역 방송 아침 쇼 제작자이다.
어느 날 데이트를 망치고 집에 돌아온 애비는 지역 생방송 쇼 "디 어글리 트루스"(The Ugly Truth)에서 마이크가 남자는 여성의 내면 따위에는 신경쓰지 않고 오로지 몸과 잠자리만 따지며 이게 어쩔 수 없는 남성들의 추악한 진실(the ugly truth)이라고 주장하는 걸 보고 화가 나서 쇼에 전화를 걸어 남자는 사랑을 할 능력이 없다는 소리냐며 마이크와 말다툼을 한다.
다음날 애비는 마이크가 본인 쇼 고정 출연자로 고용됐다는 사실을 알게 된다. 애비는 무신경한 마이크를 혐오하고, 마이크는 마이크대로 순진하고 고지식한 애비를 비웃는다.
곧 애비는 이상형에 완벽하게 부합하는 이웃 의사 콜린에게 반한다. 마이크와 애비는 마이크의 이론에 기반한 조언이 먹혀 애비가 콜린과 잘 되면 앞으로 사이좋게 일하고, 실패하면 마이크가 쇼를 그만두는 내기를 건다.

## 출연
- 캐서린 하이글 - 애비게일 "애비" 릭터 역
- 제라드 버틀러 - 마이클 "마이크" 채드웨이 역
- 에릭 윈터 - 콜린 앤더슨 역
- 닉 서시 - 스튜어트 역
- 셰릴 하인스 - 조지아 보드네이 역
- 존 마이클 히긴스 - 래리 프리먼 역
- 브리 터너 - 조이 하임 역
- 케빈 코널리 - 짐 라이언 역
- 보니 서머빌 - 엘리자베스 채드웨이 역
- 이벳 니콜 브라운 - 도리 콜먼 역
- 크레이그 퍼거슨 - 본인 역
- 스티브 리틀
- 벌렌테이 로드리게스
- 톰 버튜
- 애덤 J. 해링턴
- 비키 루이스

## 기타 제작진
- 총괄 제작: 커스틴 스미스
- 배역: 데버라 어퀼라, 제니퍼 L. 스미스, 트리샤 우드
- 미술: 미시 스튜어트
- 세트: 캐시 루커스
- 의상: 베치 하이먼